# Чёрный, Михаил Кириллович
Михаил Кириллович Чёрный (28 октября 1911, Богодухов — 10 июля 1985) — советский кинооператор. Заслуженный деятель искусств УССР (1967). Лауреат Сталинской премии третьей степени (1952).

## Биография
Родился 28 октября (8 ноября) 1911 года. В 1936 году окончил операторский факультет Киевского киноинститута. Ещё студентом в 1932 году начал работать на Киевской киностудии ассистентом оператора. В 1941—1944 годах работал ассистентом на Ашхабадской киностудии, с 1944 года — на Киевской киностудии имени А. П. Довженко. Член КПСС с 1953 года.
Умер 12 июля 1985 года.

## Фильмография
- 1950 — В мирные дни
- 1952 — В степях Украины (фильм-спектакль)
- 1953 — Команда с нашей улицы
- 1954 — Лымеривна (фильм-спектакль)
- 1955 — Пути и судьбы
- 1957 — Партизанская искра
- 1958 — Повесть наших дней
- 1960 — Вдали от Родины
- 1962 — В мёртвой петле
- 1964 — Сон
- 1965 — Гадюка
- 1967 — Цыган
- 1968 — Разведчики
- 1969 — Та самая ночь
- 1971 — Инспектор уголовного розыска
- 1972 — Только ты
- 1974 — Трудные этажи; Поцелуй Чаниты
- 1975 — Я больше не буду
- 1976 — Не плачь, девчонка…
- 1977 — Тачанка с юга
- 1978 — Мятежный «Орионъ»
- 1979 — Расколотое небо
- 1980 — Берём всё на себя
- 1981 — Капель
- 1983 — На вес золота (совместно с А. М. Чёрным)
- 1985 — Контрудар

## Награды и премии
- Два ордена «Знак Почёта» (24.11.1960 и 30.5.1978)
- Сталинская премия третьей степени (1952) — за подводные съёмки для фильма «В мирные дни» (1950)
- Заслуженный деятель искусств УССР (1967)